# چیچوی جن‌گیر
چیچوی جن‌گیر (بین‌المللی با عنوان جن‌گیری به سبک ایتالیایی پخش‌شده) یک فیلم کمدی-ترسناک ایتالیایی ۱۹۷۵ نوشته، کارگردانی، تهیه و بازیگری چیچو اینگراسیا است.
هجوی از جن‌گیر ویلیام فریدکین (۱۹۷۳)، آن فیلم دومین و آخرین‌های اینگراسیا پس از کارگردانی پائولوی سرد (یک هجوی از پائولوی داغ) است.

## بازیگران
- چیچو اینگراسیا به عنوان چیچوی جن‌گیر
- لینو بانفی در نقش پاسکوالینو آباته
- میمو بالدی در نقش ساتانیتو
- دیدی پرگو در نقش آنونزیاتا، همسر پاسکوالینو
- باربارا ناشیمبینه [it] نقش باربارا آباته
- جیجی بونوس در نقش دکتر اشناتزر
- تانو سیماروسا در نقش توری رانداسو
- اوبالدو لی به عنوان ستوان شریدان
- سالواتوره باکارو در نقش مادر ساتانیتو
- دانته کلری [it] نقش آنتونیو اسگری
- رناتو مالاواسی در نقش مونسینیور ایواریستو
- فرانکا هاس در نقش مارگریتا
- آدا پومتی در نقش خانه‌دار
- لورنزو پیانی در نقش آرماندو